# Rustichello van Pisa
Rustichello da Pisa was een Pisaans romanschrijver uit de 13e eeuw. Hij ontmoette de Venetiaanse ontdekkingsreiziger Marco Polo in 1298, toen beiden krijgsgevangenen waren in de Italiaanse stad Genua. Marco Polo had tussen 1271 en 1295 met zijn vader Niccolò en oom Matteo in Europa grotendeels onbekende gebieden als Perzië, China en Indië bereisd. Rustichello bewerkte Marco Polo's verhalen over zijn reizen tot Il Milione, ofwel De wereld van de Oriënt. 
Van Rustichello's leven is weinig bekend. De meeste historici gaan ervan uit dat hij bij de Pisaanse nederlaag in de zeeslag bij Meloria (1284) door de  Genuezen gevangen werd genomen en dat hij pas in 1299, bij een massale vrijlating van Pisaanse gevangenen, vrij kwam. Hij schreef zijn romans om de tijd te doden. 
Zijn enige andere bekende werk is Méliadus, een ridderroman over Uther Pendragon, de vader van koning Arthur. De openingsalinea's van Méliadus en Il Milione zijn vrijwel woordelijk hetzelfde. 
De invloed van de Arthurromans is ook in Il Milione terug te vinden. Marco Polo's beschrijving van landen, plaatsen en volken wordt afgewisseld met episodes, die sterk doen denken aan een ridder op een queeste, met de Mongoolse grootkhan Koeblai in de rol van koning Arthur. 